# Machupicchu pueblo
Ne doit pas être confondu avec Aguascalientes.
Pour les articles homonymes, voir Aguas Calientes.
Machupicchu pueblo (anciennement Aguas Calientes) est un village situé au Pérou sur le río Urubamba.
Il est connu comme le village le plus proche du Machu Picchu. C'est aussi le terminus de la ligne Ferrocarril Santa Ana de la compagnie PeruRail venant de Cuzco.

## Histoire
Les origines du village remontent à 1901, année où commença la construction du chemin de fer reliant les villes de Cuszo et Santa Ana (province de La Convención).
En 1928, le chemin de fer atteint la zone du camp de Maquinachayoq (du quechua makina qui vient de l'espagnol máquina, « machine/locomotive/train », suivi du suffixe diminutif -cha et du suffixe possessif -yuq : « (l'endroit) qui a un petit train », Makinachayuq). Le lieu devient le centre des opérations autour duquel les cheminots s'installent.
Le village prend son essor après l'ouverture du chemin de fer en 1931 et l'arrivée de touristes étrangers venus visiter les ruines du Machu Picchu. Les services touristiques se développent, principalement des restaurants et des petits hôtels. Un hôtel de luxe ouvre près des ruines en 1946, à l'endroit où étaient situés les baraquements des archéologues entre 1911 et 1946.
La ville possède aussi des bains chauds naturels, qui lui ont donné son nom originel Aguas Calientes (« eaux chaudes » en espagnol). Elle a été rebaptisée depuis pour des raisons touristiques.
Le 11 avril 2004, à la suite de deux glissements de terrain, six personnes ont trouvé la mort à Aguas Calientes. Il y a eu 5 disparus et 6 blessés ; de plus, 1 500 touristes ont été bloqués sur le site de Machu Picchu, accessible seulement depuis ce village.
En décembre 2022, alors que le pays connaît une crise institutionnelle et des émeutes, 600 touristes se retrouvent coincés à Agua Calientes pendant 5 jours car la voie ferrée reliant le village à Cuzco a été coupée par des manifestants.

## Démographie
Aguas Calientes compte une population de 4 525 habitants selon le recensement péruvien de 2017.